# Seoni
Seoni là một thị xã và là một nagar panchayat của quận Shimla thuộc bang Himachal Pradesh, Ấn Độ.

## Địa lý
Seoni có vị trí 31°14′B 77°07′Đ / 31,24°B 77,12°Đ Nó có độ cao trung bình là 670 mét (2198 feet).

## Nhân khẩu
Theo điều tra dân số năm 2001 của Ấn Độ, Seoni có dân số 1529 người. Phái nam chiếm 50% tổng số dân và phái nữ chiếm 50%. Seoni có tỷ lệ 80% biết đọc biết viết, cao hơn tỷ lệ trung bình toàn quốc là 59,5%: tỷ lệ cho phái nam là 82%, và tỷ lệ cho phái nữ là 78%. Tại Seoni, 12% dân số nhỏ hơn 6 tuổi.